# Pro Patria Gallaratese G.B. 1999-2000
Questa voce raccoglie le informazioni riguardanti la Pro Patria Gallaratese G.B. nelle competizioni ufficiali della stagione 1999-2000.

## Stagione
Nella stagione 1999-2000 la squadra bustocca ha disputato il girone A del campionato di Serie C2, concludendo undicesima in classifica con 39 punti, sono salite in Serie C1 lo Spezia e l'Alessandria. La stagione bustocca inizia con la nomina del nuovo presidente Alberto Armiraglio, il diesse è Piero Ossola, l'allenatore scelto è Mario Belluzzo. Il ricambio è ancora una volta sostanzioso, con tante facce nuove, ma la serenità gestionale, permette ai tigrotti di disputare un tranquillo campionato. L'avvio è soddisfacente, dopo undici partite, a metà novembre, i biancoblù hanno messo insieme 17 punti, al giro di boa ne hanno raccolti 21. Il girone di ritorno non cambia gli equilibri, ed campionato viene chiuso in una solida posizione di metà classifica. Nella Coppa Italia di Serie C la Pro Patria disputa il girone A di qualificazione, che è stato vinto dal Varese.

## Rosa
| N. |                   | Ruolo | Calciatore                |
| -- | ----------------- | ----- | ------------------------- |
|    | Italia (bandiera) | C     | Patrick Agazzone          |
|    | Italia (bandiera) | A     | Filippo Antonelli Agomeri |
|    | Italia (bandiera) | D     | Angelo Ametrano           |
|    | Italia (bandiera) | C     | Giorgio Arienti           |
|    | Italia (bandiera) | C     | Giacomo Biagi             |
|    | Italia (bandiera) | D     | Lorenzo Cresta            |
|    | Italia (bandiera) | D     | Carmelo Dato              |
|    | Italia (bandiera) | A     | Dino Fava Passaro         |
|    | Italia (bandiera) | P     | Mirko Ferrario            |
|    | Italia (bandiera) | C     | David Fiorentini          |
|    | Italia (bandiera) | D     | Andrea Foresti            |

| N. |                   | Ruolo | Calciatore           |
| -- | ----------------- | ----- | -------------------- |
|    | Italia (bandiera) | D     | Emiliano Lugheri     |
|    | Italia (bandiera) | P     | Fabio Bompensa       |
|    | Italia (bandiera) | C     | Omer Maffei          |
|    | Italia (bandiera) | A     | Daniele Mazzucchelli |
|    | Italia (bandiera) | C     | Matteo Moretto       |
|    | Italia (bandiera) | A     | Gianbattista Olivari |
|    | Italia (bandiera) | A     | Luigi Petrone        |
|    | Italia (bandiera) | D     | Luca Salvalaggio     |
|    | Italia (bandiera) | C     | Vito Santeramo       |
|    | Italia (bandiera) | A     | Stefano Schembri     |
|    | Italia (bandiera) | D     | Silvio Toniolo       |

## Risultati

### Campionato

#### Girone di andata
| Arbitro: | Carrer (Conegliano) |

|                         |           |                       |
| Reccolani 14’ Fiale 35’ | Marcatori | 53’ Antonelli Agomeri |

| Arbitro: | Bergonzi (Genova) |

|                           |           |              |
| Fava Passaro 64’ Dato 88’ | Marcatori | 54’ Menghini |

| Arbitro: | Giangrande (L'Aquila) |

|                 |           |                              |
| Dato 55’ (aut.) | Marcatori | 50’ Toniolo 72’ Fava Passaro |

| Busto Arsizio 26 settembre 1999 4ª giornata | Pro Patria        | 0 – 0 | Spezia | Stadio Carlo Speroni\| Arbitro: \| Bergonzi (Genova) \| |
| Arbitro:                                    | Bergonzi (Genova) |       |        |                                                         |

| Arbitro: | Carrer (Conegliano) |

|             |           |                  |
| Cipolli 13’ | Marcatori | 63’ Fava Passaro |

| Arbitro: | Castellin (Conselve) |

|  |           |                                  |
|  | Marcatori | 63’ Notaristefano 67’ Galimberti |

| Arbitro: | Marino (Roma) |

|           |           |                              |
| Zanin 68’ | Marcatori | 27’ Fava Passaro 80’ Olivari |

| Arbitro: | Vicinanza (Albenga) |

|             |           |            |
| Olivari 23’ | Marcatori | 42’ Giglio |

| Saronno 31 ottobre 1999 9ª giornata | Saronno                  | 0 – 0 | Pro Patria | Stadio Colombo-Gianetti\| Arbitro: \| Battistella (Conegliano) \| |
| Arbitro:                            | Battistella (Conegliano) |       |            |                                                                   |

| Arbitro: | Tonolini (Milano) |

|                  |           |              |
| Fava Passaro 37’ | Marcatori | 61’ Polenghi |

| Arbitro: | Gasparoni (Ancona) |

|            |           |                                        |
| Borghi 27’ | Marcatori | 48’ Antonelli Agomeri 85’ Mazzucchelli |

| Arbitro: | Ferro (Frattamaggiore) |

|                  |           |                      |
| Fava Passaro 86’ | Marcatori | 8’ Caridi 36’ Lapini |

| Arbitro: | Lambertini (Bologna) |

|  |           |                  |
|  | Marcatori | 21’ Fava Passaro |

| Arbitro: | Giannoccaro (Lecce) |

|             |           |                        |
| Toniolo 74’ | Marcatori | 62’ Lizzani 89’ Grauso |

| Arbitro: | Liberti (Genova) |

|              |           |  |
| Gay 36’, 70’ | Marcatori |  |

| Arbitro: | Latella (Potenza) |

|  |           |                      |
|  | Marcatori | 59’ (rig.) Maccarone |

| Arbitro: | Romeo (Verona) |

|           |           |             |
| Sinato 1’ | Marcatori | 16’ Olivari |

#### Girone di ritorno
| Arbitro: | Marchesi (Bergamo) |

|  |           |            |
|  | Marcatori | 9’ Langone |

| Arbitro: | Giangrande (L'Aquila) |

|                                       |           |  |
| Bongiorni 13’, 58’ (rig.) Peluffo 75’ | Marcatori |  |

| Arbitro: | Ferrari (Roma) |

|                                  |           |  |
| Salvalaggio 14’ Fava Passaro 94’ | Marcatori |  |

| Arbitro: | Tonolini (Milano) |

|                  |           |                  |
| Zaniolo 46’, 74’ | Marcatori | 35’ Fava Passaro |

| Arbitro: | Santoro (Domodossola) |

|                              |           |                              |
| Petrone 34’ Fava Passaro 68’ | Marcatori | 78’ Venturelli 84’ Franchini |

| Arbitro: | Nicoletti (Macerata) |

|              |           |  |
| G. Russo 81’ | Marcatori |  |

| Arbitro: | Bianchi (Lucca) |

|                       |           |  |
| Antonelli Agomeri 78’ | Marcatori |  |

| Arbitro: | Masiero (Mestre) |

|             |           |                  |
| Andorno 47’ | Marcatori | 89’ Fava Passaro |

| Arbitro: | Benedetto (Messina) |

|                  |           |                        |
| Fava Passaro 59’ | Marcatori | 45+1’ (rig.) Giulietti |

| Novara 19 marzo 2000 27ª giornata | Novara                | 0 – 0 | Pro Patria | Stadio Silvio Piola\| Arbitro: \| Giangrande (L'Aquila) \| |
| Arbitro:                          | Giangrande (L'Aquila) |       |            |                                                            |

| Arbitro: | Tonin (Piombino) |

|              |           |  |
| Agazzone 46’ | Marcatori |  |

| Arbitro: | Liberti (Genova) |

|  |           |                       |
|  | Marcatori | 84’ Biagi 95’ Olivari |

| Arbitro: | Nigro (Torre del Greco) |

|  |           |                 |
|  | Marcatori | 79’, 82’ Tavano |

| Alessandria 22 aprile 2000 31ª giornata | Alessandria        | 0 – 0 | Pro Patria | Stadio Giuseppe Moccagatta\| Arbitro: \| Porretta (Palermo) \| |
| Arbitro:                                | Porretta (Palermo) |       |            |                                                                |

| Arbitro: | Gasparoni (Ancona) |

|  |           |                             |
|  | Marcatori | 24’ Graziani 45+2’ Bonavita |

| Arbitro: | Masiero (Mestre) |

|                                      |           |  |
| Maccarone 24’ (rig.), 90’ Padoin 88’ | Marcatori |  |

| Arbitro: | Micoli (Tivoli) |

|                                                |           |                                   |
| Antonelli Agomeri 33’ Toniolo 70’ Agazzone 89’ | Marcatori | 29’ Saviozzi 62’ Sinato 80’ Koffi |

### Coppa Italia

#### Girone A
| 22 agosto 1999 1ª giornata |  | – Turno di riposo Pro Patria |  |  |

| Arbitro: | M. Mazzoleni (Bergamo) |

|                               |           |                       |
| Mastropasqua 69’ Loprieno 79’ | Marcatori | 21’, 44’ Fava Passaro |

| Arbitro: | Santoro (Domodossola) |

|                             |           |  |
| Olivari 4’ Fava Passaro 77’ | Marcatori |  |

| Arbitro: | Cuttica (Alessandria) |

|                             |           |  |
| Cavicchia 45’ Maccarone 61’ | Marcatori |  |

| Arbitro: | Valensin (Milano) |

|                  |           |  |
| Olivari 73’, 82’ | Marcatori |  |